# Veuves et orphelines
Pour les articles homonymes, voir Orphelin (homonymie) et Veuve.

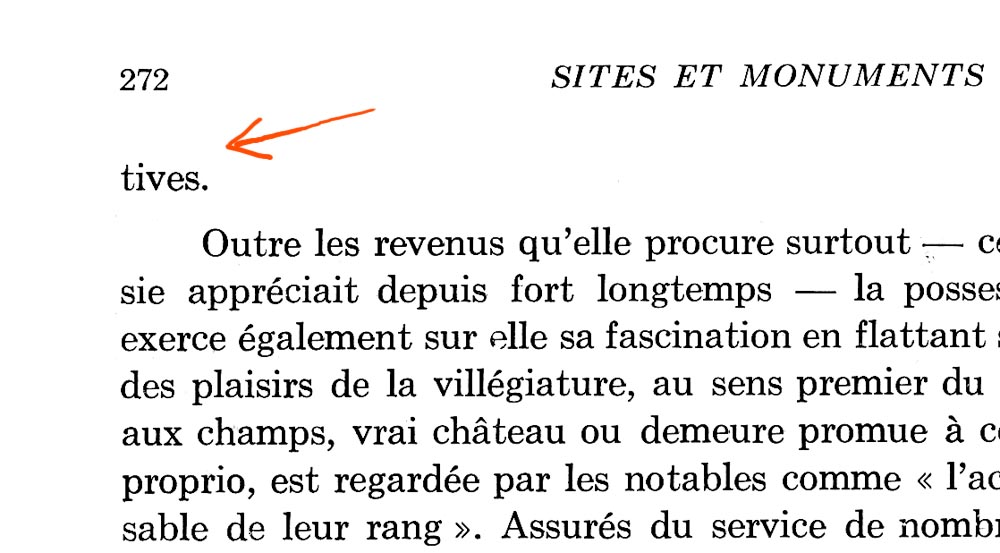
Une veuve, aggravée par le fait qu'il s'agit de la fin d'un mot coupé : « significa/tives », sur une ligne isolée.

En typographie, une ligne veuve est la dernière ligne d'un paragraphe apparaissant isolée en haut d'une page, et une ligne orpheline est la première ligne d'un paragraphe apparaissant isolée en bas d'une page. On tente généralement d'éviter l'apparition des veuves et des orphelines dans un texte typographié, sauf dans la composition des dialogues ou des vers.
On utilise souvent une formule mnémotechnique pour les différencier : « Une orpheline n'a pas de passé, une veuve n'a pas d'avenir » (l'orpheline est la première ligne d'un paragraphe, et la veuve la dernière). On peut aussi se souvenir que dans l’expression « veuves et orphelines », la veuve est en premier (donc haut de page), l’orpheline en second (donc bas de page).

## Controverse sur la définition
Une controverse existe sur la question de savoir s'il ne faudrait pas appeler une ligne veuve une orpheline et réciproquement, ou, en d'autres termes, si une ligne isolée en bas de composition ne devrait pas être appelée une veuve, et en haut une orpheline. Il semble toutefois que, les deux expressions étant traduites de l'usage typographique anglais, et les principaux typographes anglo-saxons (notamment Robert Bringhurst) situant la veuve en haut et non en bas de la page, il faille s'en tenir à cet usage.
Les logiciels de traitement de texte proposent une fonction « veuves et orphelines » (Microsoft Word) ou « lignes solidaires » (Adobe InDesign), qui permet de définir le nombre minimum de lignes d'un paragraphe pouvant être isolées en haut ou en bas de page.

## Controverse sur l’application des concepts en français
Popularisés par les logiciels américains de traitements de texte comme Microsoft Word, ces mots traduits de la langue anglaise ne correspondent ni au vocabulaire ni aux pratiques et traditions de la typographie française[réf. nécessaire]. La plupart des codes typographiques en usage dans le monde francophone ne mentionnent pas les termes de « veuves et orphelines ».
Par ailleurs, s'il a toujours été fortement déconseillé, en typographie française, de laisser une ligne de fin d'alinéa — « ligne creuse » en jargon typographique français — en début de page, il n'a, en revanche, jamais été interdit de laisser seule en bas de page la première ligne d'un alinéa. En témoignent, mais ce n'est pas une raison suffisante pour l'ériger en règle, les pages 102 et 103 du Traité de la typographie d'Henri Fournier, publié en 1825, qui toutes les deux se terminent par une première ligne isolée.